# Amatusie
Amatusie (Amathusiidae) – rodzina motyli dziennych występujących w Indoaustralii, obecnie włączona do rodziny Nymphalidae.
Do Amathusiidae zaliczano ok. 100 gatunków. Rozpiętość ich skrzydeł waha się od ok. 6 cm do 15 cm. Cechą charakterystyczną tych motyli jest obecność plamek ocznych na spodniej stronie skrzydeł. Skrzydła mają dość duże i szerokie w porównaniu do wielkości ciała. Gąsienice mają na ciele pęczki włosów oraz wyrostki na głowie i tylnym segmencie ciała. Żerują głównie na bambusach i palmach. Niektóre gatunki gąsienic żyjące na palmach mogą pojawić się w takiej ilości, że potrafią je całkiem pozbawić z liści. Motyle zaś nie przylatują do liści i kwiatów, lecz do gnijących owoców, fermentującego soku drzew i odchodów bydła.